# Campionati del mondo di ciclismo su pista 2003
I Campionati del mondo di ciclismo su pista 2003 (en.: 2003 UCI Track World Championships) si svolsero a Stoccarda, in Germania, nell'arena Hanns-Martin-Schleyer-Halle, dal 30 luglio al 3 agosto.

## Medagliere
| Posiz. | Nazione       | Oro | Argento | Bronzo | Totale |
| ------ | ------------- | --- | ------- | ------ | ------ |
| 1      | Russia        | 4   |         | 2      | 6      |
| 2      | Francia       | 2   | 2       | 2      | 6      |
| 3      | Germania      | 2   |         | 1      | 3      |
| 4      | Svizzera      | 2   |         |        | 2      |
| 5      | Australia     | 1   | 7       |        | 8      |
| 6      | Regno Unito   | 1   | 1       | 1      | 3      |
| 7      | Bielorussia   | 1   | 1       |        | 2      |
| 8      | Paesi Bassi   | 1   |         | 2      | 3      |
| 9      | Austria       | 1   |         |        | 1      |
| 10     | Spagna        |     | 1       | 1      | 2      |
| 10     | Messico       |     | 1       | 1      | 2      |
| 12     | Lituania      |     | 1       |        | 1      |
| 12     | Nuova Zelanda |     | 1       |        | 1      |
| 14     | Argentina     |     |         | 1      | 1      |
| 14     | Barbados      |     |         | 1      | 1      |
| 14     | Cina          |     |         | 1      | 1      |
| 14     | Cuba          |     |         | 1      | 1      |
| 14     | Sudafrica     |     |         | 1      | 1      |
| Totale | Totale        | 15  | 15      | 15     | 45     |

## Podi
| Eventi                            | Oro                                                              | Argento                                                           | Bronzo                                                               |
| Gare maschili                     |                                                                  |                                                                   |                                                                      |
| Velocità dettagli                 | Laurent Gané Francia                                             | Jobie Dajka Australia                                             | René Wolff Germania                                                  |
| Chilometro a cronometro dettagli  | Stefan Nimke Germania                                            | Shane Kelly Australia                                             | Arnaud Tournant Francia                                              |
| Inseguimento individuale dettagli | Bradley Wiggins Gran Bretagna                                    | Luke Roberts Australia                                            | Sergi Escobar Spagna                                                 |
| Inseguimento a squadre dettagli   | Australia Peter Dawson Graeme Brown Luke Roberts Brett Lancaster | Gran Bretagna Rob Hayles Paul Manning Bradley Wiggins Bryan Steel | Francia Fabien Merciris Jérôme Neuville Franck Perque Fabien Sanchez |
| Velocità a squadre dettagli       | Germania Carsten Bergemann Jens Fiedler René Wolff               | Francia Mickaël Bourgain Laurent Gané Arnaud Tournant             | Gran Bretagna Chris Hoy Craig MacLean Jamie Staff                    |
| Keirin dettagli                   | Laurent Gané Francia                                             | Jobie Dajka Australia                                             | Barry Forde Barbados                                                 |
| Scratch dettagli                  | Franco Marvulli Svizzera                                         | Robert Sassone Francia                                            | Jean Pierre van Zyl Sudafrica                                        |
| Corsa a punti dettagli            | Franz Stocher Austria                                            | Joan Llaneras Spagna                                              | Jos Pronk Paesi Bassi                                                |
| Americana dettagli                | Svizzera Bruno Risi Franco Marvulli                              | Nuova Zelanda Gregory Henderson Hayden Roulston                   | Argentina Juan Curuchet Walter Pérez                                 |
| Gare femminili                    |                                                                  |                                                                   |                                                                      |
| Velocità dettagli                 | Svetlana Grankovskaya Russia                                     | Natallia Tsylinskaya Bielorussia                                  | Nancy Contreras Messico                                              |
| 500 metri a cronometro dettagli   | Natallia Tsylinskaya Bielorussia                                 | Nancy Contreras Messico                                           | Jiang Cuihua Cina                                                    |
| Inseguimento individuale dettagli | Leontien Zijlaard-van Moorsel Paesi Bassi                        | Katie Mactier Australia                                           | Ol'ga Sljusareva Russia                                              |
| Keirin dettagli                   | Svetlana Grankovskaya Russia                                     | Anna Meares Australia                                             | Oxana Grishina Russia                                                |
| Scratch dettagli                  | Ol'ga Sljusareva Russia                                          | Rochelle Gilmore Australia                                        | Adrie Visser Paesi Bassi                                             |
| Corsa a punti dettagli            | Ol'ga Sljusareva Russia                                          | Edita Kubelskienė Lituania                                        | Yoanka González Cuba                                                 |